# Xerojardín

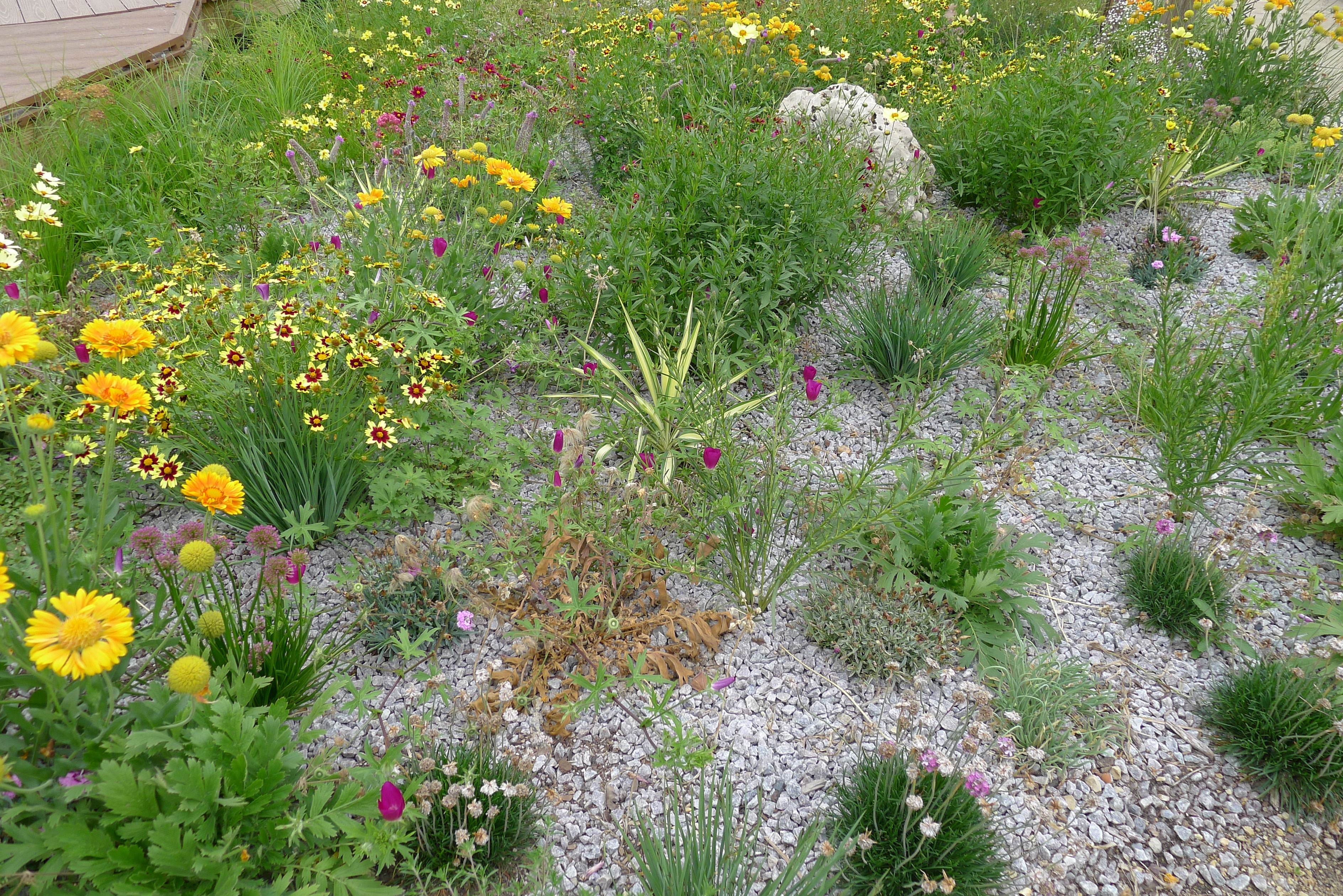
Xerojardín en la Universidad de Wisconsin-Madison

Un xerojardín o jardín xerófilo es un jardín cultivado con plantas de alto valor ornamental y bajo consumo de agua. Un xerojardín está conformado por xerófilas, es decir, plantas que soportan en el medio árido. Por ello el diseño de xerojardines, llamado xerojardinería o xeropaisajismo, se ha extendido rápidamente por las áreas secas del planeta, buscando una recuperación de las especies nativas.
Las cactáceas y otras crasas como sábilas, agaves o crasuláceas, pero también plantas de climas secos como la lavanda, el junípero o el tomillo. Se incrementan las plantas cuyos requisitos naturales son los apropiados al clima local, y se toma cuidado para evitar las pérdidas de agua por la evaporación y por escapes.

## Etimología
En griego antiguo, ξηρός xērós quiere decir 'seco', 'árido'. Fue usado como prefijo para formar el neologismo xerojardinería (en castellano), aunque su primer uso se encuentra en el idioma inglés, xeriscape, que es un acrónimo del mismo prefijo y scape ('paisaje'). De la misma manera xeriscaping se traduce como «xeropaisajismo», es decir, el paisajismo para entornos áridos. Este término fue acuñado en 1981 por el Departamento del Agua del Ayuntamiento de Denver, Colorado y la marca Xeriscape™ sigue siendo propiedad suya.
La forma correcta de pronunciar estas palabras que empiezan por x- es /seˈɾoxaɾˈðin/ y /seˈɾofilo/. Sin embargo es común en el lenguaje común y en los medios de comunicación oírlo con / ∫-/ e incluso el arcaísmo /ks-/. 
En algunas zonas, se utilizan en cambio los términos de paisajes conservadores de agua, paisajes tolerantes de la sequía, cerorriego, o paisajismo inteligente.

## Historia
La xerojardinería surgió en los Estados Unidos a principios de los años 80. El estado de California sufrió una terrible sequía en 1977 que, sumado al crecimiento poblacional, puso al límite la presión hídrica en la región. Hay que entender el contexto en el que el xeropaisajismo surge; Estados Unidos es un país donde casi todo el mundo tiene una casa con jardín. En las regiones lluviosas de los estados del Este, no supone un mayor problema medioambiental, pero a medida que se ha ido poblando el Oeste del país, en estados áridos como Arizona, California o Utah, las reservas de agua han disminuidos hasta niveles alarmantemente bajos. En muchos casos, estos jardín incluyen pasto (césped) que requiere ser regado diariamente, y también se introducían otras plantas no nativas. A partir de ahí se plantearon nuevas formas de jardinería que mantuviesen una funcionalidad estética y paisajística a la vez que se reduce el consumo de agua. La práctica se ha extendido ampliamente en ciertos países de climas áridos. En España, la xerojardinería tuvo una gran difusión a partir de los años 90, debido a varias sequías.

## Xeropaisajismo
El xeropaisajismo es una modalidad de paisajismo encaminada a la recreación de ambientes con bajas demandas hídricas, de modo que no requieren riegos suplementarios. Esto se promueve en áreas en las que no es fácilmente accesible a suministros de agua. 
En la práctica, se trata de la conjunción del arte y la técnica de recrear la naturaleza con especies vegetales xerófilas.
La xerojardinería es aquella que promueve el uso de plantas propias de la zona de emplazamiento, ya que presentan un menor requerimiento hídrico, mayor resistencia a la insolación, sequía, salinidad y amplitud térmica, entre otras características. Además de sus importantes características adaptativas, la flora nativa de Mendoza presenta un alto valor ornamental que puede tenerse en cuenta a la hora de crear jardines más acordes a las condiciones ambientales imperantes, sin necesidad de dejar de lado la belleza: pueden coexistir ambas: belleza y sustentabilidad, en armonía con el paisaje y el ambiente.
El programa del gobierno estadounidense Liderazgo en Energía y Diseño Ambiental ha reconocido el xeropaisajismo como una práctica efectiva y la ha comenzado a incorporar en todos sus programas mediante certificaciones con créditos. 

### Principios del xeropaisajismo
La empresa de aguas de Denver desarrollo siete principios básicos para practicar el xeropaisajismo. Esos principios sirven como guía válida en múltiples regiones:
1. Planificación y diseño
2. Acondicionamiento del suelo
3. Riego eficiente. El riego por aspersión produce más pérdidas que el riego por goteo o las cintas de exudación.
4. Selección de plantas de la zona
5. Acolchado (mulch): evita la evaporación y dificulta la transmisión de plagas. Pueden usarse cortezas de pino trituradas, turba, mantillo, gravas y guijarros, paja, etc.
6. Limitar el césped. Las especies más robustas de césped son: Cynodon dactylon (bermuda), Stenotaphrum secundatum (pasto de San Agustín), Zoysia japonica (zoysia), Paspalum notatum (pasto bahía), y en climas más frescos, las gramíneas más resistentes son Lolium arundinaceum y Festuca ovina.[6]
7. Mantenimiento

Sus bases se resumen en los siguientes puntos:
- Estudio de las condiciones edafoclimáticas locales.
- Definición de especies adaptables al xeropaisajismo. El xeropaisajismo hace uso de la vegetación autóctona en lugar de pasto comprado en tiendas y plantas importadas
- Agrupación de especies ornamentales con requerimientos hídricos similares.
- Planificación del proyecto teniendo en cuenta la funcionalidad del espacio, el valor ornamental y el nivel de mantenimiento.
- Adaptación del diseño al entorno que lo rodea.
- Modificación del relieve para adaptar las condiciones locales y aportar al paisaje.
- Mejora de las características físicas, químicas y biológicas del suelo para mejorar el estado vegetal.
- Instalación de sistemas de riego eficientes que reduzcan las pérdidas de agua. Programa de riegos racional.
- Mantenimiento del suelo que reduzca la evaporación directa del suelo y la escorrentía.
- Consideración de los equilibrios del nuevo ecosistema paisajístico mediante la implantación de la Gestión Integrada de Plagas.

## Ventajas
La principal ventaja del xeropaisajismo es que requiere un mantenimiento hídrico mínimo. Además, favorece la biodiversidad, disminuye la contaminación y mitiga el calor dentro de las áreas urbanas; sin embargo, la efectividad de este proceso sostenible no se ha evaluado a largo plazo y a gran escala.

### Maximizar el rendimiento hídrico
Los xerojardines puede reducir el consumo de agua en un 60% o más en comparación con los jardines de césped.
En 2018, se estimó que en las zonas áridas los Estados Unidos como Arizona o Nevada, el 75 % del agua potable de uso doméstico se destinaba al regadío de jardines. En el contexto de la crisis climática actual, el agua potable se está convirtiendo en un bien escaso y está aumentando el riesgo de sequías. En este sentido, el xeropaisajismo puede jugar un papel clave en los entornos urbanos, puesto que solo depende de la lluvia natural y de un mantenimiento mínimo en comparación con los espacios verdes practicados actualmente. 

### Ahorrar en la factura
En el plano económico, los xerojardines suponen un ahorro tanto para propietarios privados como para ayuntamientos. En 2015, la sustitución de plantas foráneas por nativas en Pomona, California, estimó una reducción el uso de riego en un 30-50%, lo que se traducía en un ahorro de aproximadamente $ 2 millones al año para la ciudad.
Al evaluar el coste del mantenimiento anual y la construcción del parque, la xerojardinería reduce drásticamente estos costes en aproximadamente un 55% y un 57%, respectivamente. Aparte del desbroce y el acolchado ocasionales, el mantenimiento del xerojardín requiere mucho menos tiempo y esfuerzo. Este es el caso porque, según los principios del xeropaisajismo, la vegetación utilizada para los espacios verdes urbanos es autóctona del área; por lo tanto, son menos costosos y requieren menos cuidados para aclimatarse y sobrevivir en el medio ambiente en comparación con la vegetación importada. Esto significa que los sistemas utilizan menos agua, así como menores cantidades de pesticidas y fertilizantes en comparación con los espacios verdes urbanos y residenciales actuales; esto además ayuda a reducir los costes anuales de mantenimiento. Además, los desechos generados durante el mantenimiento, como los recortes de césped, aportan desechos orgánicos a los vertederos y los fertilizantes contribuyen a la contaminación por escorrentías urbanas; sin embargo, la xerojardinería elimina estos efectos negativos ya que se anima a que los recortes permanezcan en el espacio verde, lo que permite un menor uso de fertilizantes. 

### Favorecer la biodiversidad
A medida que aumenta la población humana y se urbanizan nuevas tierras, se degradan los ecosistemas y se pierde gran parte de la biomasa. La implementación de vegetación nativa en espacios verdes atrae, a su vez, a insectos nativos, pájaros autóctonos y el resto de la vida silvestre local, reestableciendo el hábitat hasta cierto punto, pues garantiza alimento y refugio a esa fauna y flora.

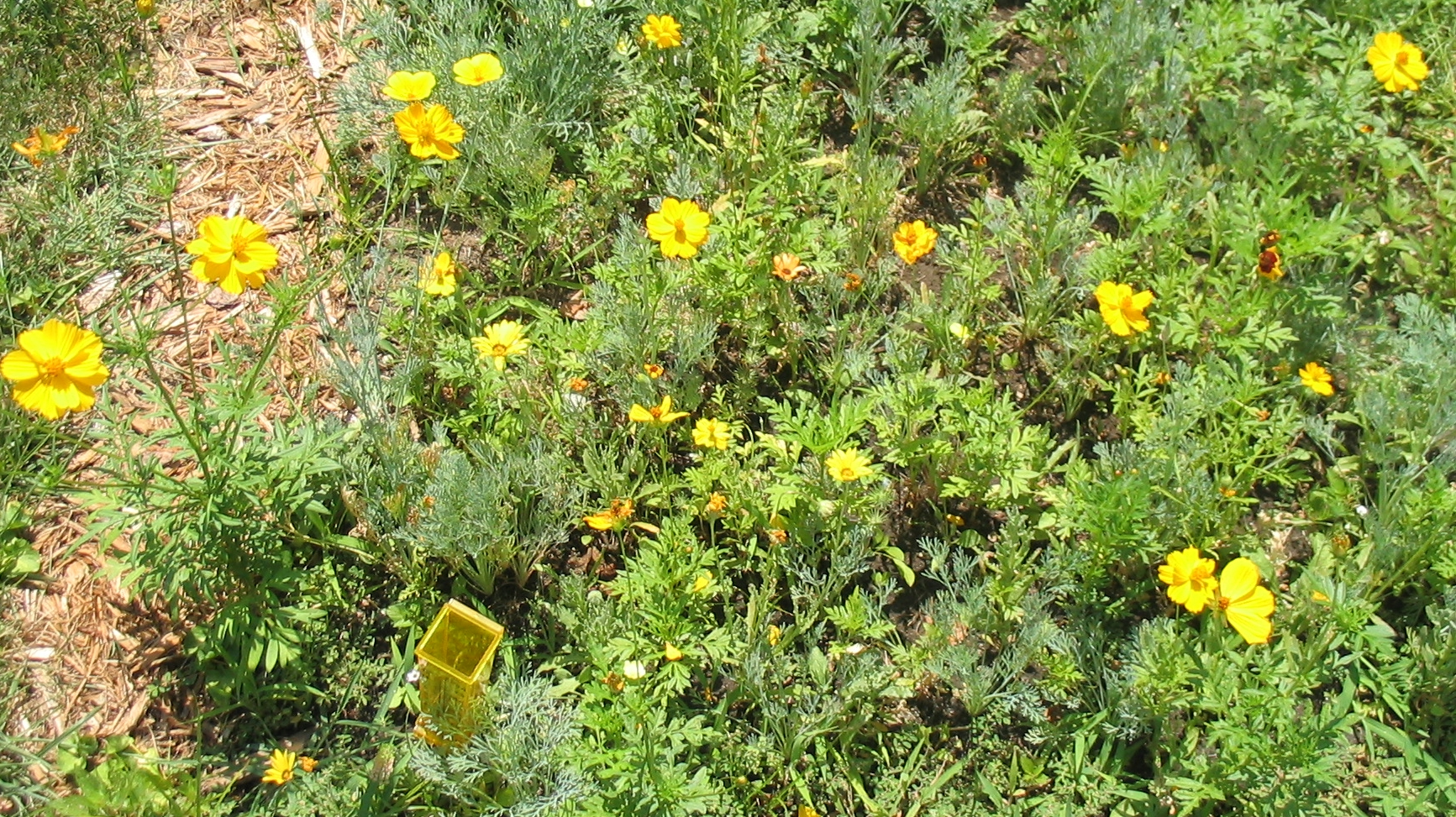
Una colección de flores de xerojardinería.

Las mejoras que se pueden imponer en el xeropaisajismo incluyen:
- La elección y la distribución más apropiadas de una planta (o de varias plantas) - en lo posible, plantas que sean nativas del área o de climas similares, así como otras plantas oranamentales que toleren o eviten la tensión de la falta de agua (xerófitas, halófitas, los bulbos inactivos en el verano, las plantas profundamente arraigadas).
- Hidrozonización, agrupar las plantas con requisitos de riego similares juntas es absolutamente necesario. Las plantas que requieren más agua (por ejemplo, las berzas, las frutas, y ciertas flores) se agrupan juntas. Estas plantas menos eficientes con el agua disponible se pueden también abrigar del viento o del sol plantándolas en sombra (debajo de árboles, al lado de una casa etc.) para disminuir la cantidad de agua que necesitan.
- Áreas mínimas del césped, usando especies de césped resistentes a la sequía donde sea necesario el césped (las áreas de juego de los niños). El paisaje se puede complementar con bordes e isletas de plantas ornamentales que sean más eficientes con el agua.
- Uso eficiente del agua - irrigación por goteo en lo posible. La irrigación de aspersión (cuando sea necesario) se aplica por la mañana o la tarde, cuando es menos probable que sea dispersada por el viento o se pierda por la evaporación. Las plantas resistentes a la Sequía no toman más agua sino solamente la que necesitan para permanecer en buen estado, y por supuesto el agua no debe de salpicar sobre las calzadas de cemento u otras áreas donde no sea necesaria y se pierda.
- Conservación del agua en el suelo. Los suelos a los que se ha mejorado su estructura conservan mejor el agua, y la paja, hojas o cortezas añadidas, refrescan la superficie del suelo y obstaculizan la evaporación.

## Resumen

### Ventajas
- Una mayor cantidad de agua disponible para otras personas y para otros usos (duchas, fregaderos, mangueras)
- Menor necesidad de tiempo y trabajo para su mantenimiento, pudiéndose cultivar un huerto de un modo más simple y relajado
- Poco o nada de siega de césped (que ahorra energía)
- Las plantas de xerojardinería junto con un apropiado diseño del lecho floral obtienen un aprovechamiento óptimo de las precipitaciones
- Cuando se ponen en ejecución restricciones de agua, las plantas de xerojardinería tenderán a sobrevivir, mientras que no pueden hacerlo las plantas más tradicionales
- Suponen un incremento del hábitat para las abejas nativas, las mariposas, y otra fauna de la zona

### Desventajas
- Requiere de una planificación, especialmente si se desea un cambio de colorido a través de las estaciones, pues la mayoría de las plantas perennes no florecen continuamente.
- Puede requerir más trabajo de preparación del terreno en los lechos de cultivo que simplemente poniendo césped.
- Algunas asociaciones de propietarios de un inmueble pueden oponerse al cultivo de las plantas no tradicionales. Sin embargo, algunos estados, tales como Florida, incluyen una ley, para aquellos que pertenecen a una asociación de propietarios de un inmueble, que hace ilegal el acto de incluir plantas foráneas, por incluir una cláusula que prohíbe a "propietarios que ponen en ejecución un xerojardín de características del de Florida en sus terrenos, según lo definido en s. 373.185(1)." en documentos de la asociación de propietarios de un inmueble, (referencia: 720.3075.4 Las cláusulas prohibidas en documentos de la asociación).
- Requiere que la gente que se traslada desde un área de agua abundante a una de agua escasa cambien su mentalidad en cuanto a qué tipos de plantas se pueden mantener en sus jardines de un modo más práctico y económico.
- Puede tener que substituir un tipo de planta por otro.
- Los lechos del xerojardín requieren de un mantenimiento periódico que está más implicado en lo que es simplemente la siega y el cuidado, sino también especialmente el mantenimiento del colorido. Las malas hierbas y la basura pueden también ser un problema mayor que en un césped tradicional.
- Pueden requerirse sistemas de irrigación más complicados.
- Con las plantas del xerojardín se puede malgastar una determinada cantidad de agua no necesaria, si la irrigación no se planifica correctamente o un determinado tiempo

## Lecturas complementarias

#### Libros
- Heras, P.; Labajos, L.; Pérez, J.; Suárez, P. (1998). Jardineria con menos agua : manual de xerojardineria. Ecologistas en acción.

#### Manuales
- Fundación Ecología y Desarrollo (2000). «Guía práctica de xerojardinería». Guías prácticas para un uso eficiente del agua. ISBN 84-88949-43-X. Consultado el 24 de febrero de 2021.
- Martínez Font, Verónica (18 de julio de 2017). Proyecto de diseño de un xerojardín público en el T.M. de Cullera (Valencia). Universitat Politècnica de València. Consultado el 3 de agosto de 2023.